# Congrès de l'Acfas
Le congrès de l'Acfas est un congrès annuel scientifique, multidisciplinaire, organisé par l'Acfas, depuis 1933,. Il est considéré comme le plus grand rassemblement scientifique multidisciplinaire de la francophonie,,,. Chercheurs et professionnels s'y rassemblent pour présenter leurs plus récents travaux, connaître les derniers développement en recherche, débattre de questions d'actualité et échanger des idées avec des collègues, des associations et des groupes participants.

## Historique

3e Congrès de l'Acfas (Association canadienne française pour l'avancement des sciences, aujourd'hui connue sous le nom d'Association francophone pour le savoir), Montréal, Québec, Canada, 22 octobre 1935.

L'Acfas est une association pour l'avancement des sciences, créée en 1923 par le Frère Marie-Victorin et Léo Pariseau. L'Acfas ou Association canadienne française pour l'avancement des sciences, a pour tâche de favoriser le développement scientifique de la société par la recherche, l'enseignement et la vulgarisation des sciences. Depuis 2019, elle est dénommée exclusivement par son acronyme, soit Acfas.
Durant ses dix premières années d'existence, l'Acfas se consacre surtout à l'organisation de conférences de vulgarisation scientifique et ce n'est qu'à partir de 1933, alors que les activités de recherche des professeurs et étudiants des 2e et 3e cycles universitaires commencent à être développées que l'on organise un congrès scientifique annuellement.Reprenant l'idée de son collègue Jacques Rousseau, c'est le chimiste et conférencier Léon Lortie qui réussit à convaincre Marie-Victorin du bien fondé de cette rencontre scientifique. Le premier congrès de l'Acfas se tient alors les 2 et 3 novembre 1933, à l'Université de Montréal, à Montréal, au Québec. Lors de ce premier congrès, 166 communications scientifiques y sont présentées, dont 20 dans la section "Sciences morales", 41 dans la section "Mathématiques, physique et chimie", 99 dans la section "Sciences naturelles".

## L'organisation du congrès

### Déroulement général

#### Durée et lieux d'accueil
D'une durée de 2  à   3 jours durant ses cinquante premières éditions, le congrès de l'Acfas s'étend par la suite sur 5 jours. Le congrès est accueilli par différentes universités hôtesses au Québec et au Canada, la 80e édition faisant exception puisqu'elle s'est tenue en dehors d'une université pour cette édition anniversaire.

## Dates, lieux, thèmes et statistiques des congrès de l'Acfas
| Année | Édition | Dates                         | Lieu                                                                        | Ville                     | Thème                                                | Statistiques |
| ----- | ------- | ----------------------------- | --------------------------------------------------------------------------- | ------------------------- | ---------------------------------------------------- | --- |
| 1933  | 1er     | Du 2 au 4 novembre            | Université de Montréal                                                      | Montréal                  |                                                      | 165 communications |
| 1934  | 2e      | Du 7 au 9 octobre             | Université Laval                                                            | Québec                    |                                                      | 159 communications |
| 1935  | 3e      | Du 20 au 22 octobre           | Université de Montréal                                                      | Montréal                  |                                                      | 115 communications |
| 1936  | 4e      | Du 11 au 13 octobre           | Université Laval                                                            | Québec                    |                                                      | 109 communications |
| 1937  | 5e      | Du 10 au 12 octobre           | Université de Montréal                                                      | Montréal                  |                                                      | 104 communications |
| 1938  | 6e      | Du 8 au 10 octobre            | Académie de LaSalle                                                         | Trois-Rivières            |                                                      | 143 communications |
| 1939  | 7e      | Du 7 au 9 octobre             | Université Laval                                                            | Québec                    |                                                      | 107 communications |
| 1940  | 8e      | Du 12 au 15 octobre           | Université d'Ottawa                                                         | Ottawa                    |                                                      | 219 communications |
| 1941  | 9e      | Du 30 août au 1er septembre   | Station de recherches forestières de Duchesnay                              | Duchesnay                 |                                                      | 155 congressistes et 152 communications |
| 1942  | 10e     | Du 10 au 12 octobre           | Jardin botanique de Montréal                                                | Montréal                  |                                                      | 190 congressistes et 171 communications |
| 1943  | 11e     | Du 9 au 11 octobre            | Salon de l'Union musicale, Parthénon                                        | Sherbrooke                |                                                      | 139 congressistes et 173 communications |
| 1944  | 12e     | Les 8 et 9 octobre            | Université Laval                                                            | Québec                    |                                                      | 232 congressistes et 120 communications |
| 1945  | 13e     | Les 7 et 8 octobre            | Université de Montréal                                                      | Montréal                  |                                                      | 183 congressistes et 89 communications |
| 1946  | 14e     | Les 13 et 14 octobre          | Université Laval                                                            | Québec                    |                                                      | 200 congressistes et 169 communications |
| 1947  | 15e     | Du 11 au 13 octobre           | Université de Montréal                                                      | Montréal                  |                                                      | 183 congressistes et 85 communications |
| 1948  | 16e     | Les 10 et 11 octobre          | Université Laval                                                            | Québec                    |                                                      | 198 congressistes et 131 communications |
| 1949  | 17e     | Les 16 et 17 octobre          | Université de Montréal                                                      | Montréal                  |                                                      | 223 congressistes et 119 communications |
| 1950  | 18e     | Les 15 et 16 octobre          | Université Laval                                                            | Québec                    |                                                      | 191 congressistes et 119 communications Symposium sur « la conservation de l'eau »                                                                                            |
| 1951  | 19e     | Les 14 et 15 octobre          | Université de Montréal                                                      | Montréal                  |                                                      | 228 congressistes et 131 communications Symposium sur « la notion de vie » |
| 1952  | 20e     | Du 5 au 7 octobre             | Université Laval                                                            | Québec                    |                                                      | 306 congressistes et 103 communications Symposium sur « la conservation des richesses naturelles renouvelables »                                                              |
| 1953  | 21e     | Les 18 et 19 octobre          | Université de Montréal                                                      | Montréal                  |                                                      | 159 congressistes et 92 communications Symposium sur « les isotopes radioactifs et la recherche biologique »                                                                  |
| 1954  | 22e     | Les 6 et 7 novembre           | Université Laval                                                            | Québec                    |                                                      | 224 congressistes et 132 communications |
| 1955  | 23e     | Les 5 et 6 novembre           | Université d'Ottawa et Centre national de recherche du Canada               | Ottawa                    |                                                      | 287 congressistes et 116 communications |
| 1956  | 24e     | Du 2 au 4 novembre            | Université de Montréal                                                      | Montréal                  |                                                      | 333 congressistes et 146 communications Forum sur « La notion d’évolution dans le phénomène humain de Teilhard de Chardin » Symposium sur « l’avenir de l’énergie nucléaire » |
| 1957  | 25e     | Du 1er au 3 novembre          | Université Laval                                                            | Québec                    |                                                      | 418 congressistes et 222 communications Symposium sur « les sciences de l’homme et les jugements de valeur »                                                                  |
| 1958  | 26e     | Du 31 octobre au 2 novembre   | Université d'Ottawa                                                         | Ottawa                    |                                                      | 293 congressistes et 182 communications Symposium sur « les satellites artificiels »                                                                                          |
| 1959  | 27e     | Du 30 octobre au 1er novembre | Université de Montréal                                                      | Montréal                  |                                                      | 580 congressistes et 286 communications Symposium sur « le développement économique de la province de Québec »                                                                |
| 1960  | 28e     | Du 27 au 30 octobre           | Université Laval                                                            | Québec                    |                                                      | 721 congressistes et 303 communications Symposium sur « Les problèmes de l’aménagement des territoires »                                                                      |
| 1961  | 29e     | Du 27 au 29 octobre           | Université d'Ottawa                                                         | Ottawa                    |                                                      | 580 congressistes et 248 communications Symposium sur « Les techniques audio-visuelles d’enseignement des sciences »                                                          |
| 1962  | 30e     | Du 2 au 4 novembre            | Université de Montréal                                                      | Montréal                  |                                                      | 884 congressistes et 293 communications Symposium sur « L’enseignement des sciences au cours secondaire et à l’université »                                                   |
| 1963  | 31e     | Du 1er au 3 novembre          | Université Laval                                                            | Québec                    |                                                      | 1146 congressistes et 320 communications Symposium sur la vulgarisation scientifique au Canada français                                                                       |
| 1964  | 32e     | Du 6 au 8 novembre            | Université d'Ottawa                                                         | Ottawa                    |                                                      | 895 congressistes et 290 communications Symposium sur « L’évolution » |
| 1965  | 33e     | Du 5 au 7 novembre            | Université de Montréal                                                      | Montréal                  |                                                      | 1393 congressistes et 479 communications |
| 1966  | 34e     | Du 4 au 6 novembre            | Université Laval                                                            | Québec                    |                                                      | 1660 congressistes et 557 communications |
| 1967  | 35e     | Du 3 au 4 novembre            | Université de Sherbrooke                                                    | Sherbrooke                |                                                      | 1492 congressistes et 511 communications |
| 1968  | 36e     | Du 8 au 9 novembre            | Université d'Ottawa                                                         | Ottawa                    |                                                      | 1314 congressistes et 548 communications Colloque général sur « L’université canadienne-française dans le milieu nord-américain et dans la communauté internationale »        |
| 1969  | 37e     | Du 6 au 8 novembre            | Université de Montréal                                                      | Montréal                  |                                                      | 827 congressistes Changement de formule : un thème général et exclusion des communications libres Le thème : « L'inventaire des ressources en recherche »                     |
| 1970  | 38e     | Les 16 et 17 octobre          | Université Laval                                                            | Québec                    |                                                      | 1030 congressistes et 370 communications Colloque général sur : « L'Acfas a-t-elle encore une raison d'être en 1970? »                                                        |
| 1971  | 39e     | Les 15 et 16 octobre          | Université de Sherbrooke                                                    | Sherbrooke                |                                                      | 1166 congressistes et 581 communications Colloque général sur : « L'environnement au Québec »                                                                                 |
| 1972  | 40e     | Les 13 et 14 octobre          | Université d'Ottawa                                                         | Ottawa                    |                                                      | 1261 congressistes et 542 communications Débat sur le rapport du comité sénatorial d'enquête sur la politique scientifique                                                    |
| 1973  | 41e     | Les 24 et 25 mai              | École polytechnique de Montréal                                             | Montréal                  |                                                      | 1140 congressistes et 530 communications 50e anniversaire de l'Acfas |
| 1974  | 42e     | Du 8 au 10 mai                | Université Laval                                                            | Québec                    |                                                      | 1700 congressistes et 857 communications Forum sur la politique scientifique du Québec                                                                                        |
| 1975  | 43e     | Du 7 au 9 mai                 | Université de Moncton                                                       | Moncton                   |                                                      | 1000 congressistes et 546 communications Colloque sur les : « Grandeurs et misères de la recherche »                                                                          |
| 1976  | 44e     | Du 12 au 14 mai               | Université de Sherbrooke                                                    | Sherbrooke                |                                                      | 1400 congressistes et 688 communications Colloque général sur : « Croissance et conservation »                                                                                |
| 1977  | 45e     | Du 19 au 21 mai               | Université du Québec à Trois-Rivières                                       | Trois-Rivières            |                                                      | Environ 1400 congressistes et 660 communications |
| 1978  | 46e     | Du 10 au 12 mai               | Université d'Ottawa                                                         | Ottawa                    |                                                      | 1257 congressistes et 674 communications |
| 1979  | 47e     | Du 9 au 11 mai                | Université de Montréal                                                      | Montréal                  |                                                      | 1800 congressistes et 826 communications Débat sur l'énoncé gouvernemental : « Pour une politique québécoise de la recherche scientifique »                                   |
| 1980  | 48e     | Du 14 au 16 mai               | Université Laval                                                            | Québec                    |                                                      | Plus de 2000 congressistes et 967 communications |
| 1981  | 49e     | Du 13 au 15 mai               | Université de Sherbrooke                                                    | Sherbrooke                |                                                      | 1600 congressistes et 780 communications |
| 1982  | 50e     | Du 12 au 14 mai               | Université du Québec à Montréal                                             | Montréal                  |                                                      | |
| 1983  | 51e     | Du 25 au 27 mai               | Université du Québec à Trois-Rivières                                       | Trois-Rivières            |                                                      | |
| 1984  | 52e     | Du 9 au 11 mai                | Université Laval                                                            | Québec                    |                                                      | |
| 1985  | 53e     | Du 20 au 24 mai               | Université du Québec à Chicoutimi                                           | Chicoutimi                |                                                      | |
| 1986  | 54e     | Du 12 au 16 mai               | Université de Montréal                                                      | Montréal                  |                                                      | |
| 1987  | 55e     | Du 19 au 22 mai               | Université d'Ottawa                                                         | Ottawa                    |                                                      | |
| 1988  | 56e     | Du 9 au 13 mai                | Université de Moncton                                                       | Moncton                   |                                                      | |
| 1989  | 57e     | Du 15 au 19 mai               | Université du Québec à Montréal                                             | Montréal                  |                                                      | |
| 1990  | 58e     | Du 14 au 18 mai               | Université Laval                                                            | Québec                    |                                                      | |
| 1991  | 59e     | Du 21 au 24 mai               | Université de Sherbrooke                                                    | Sherbrooke                |                                                      | |
| 1992  | 60e     | Du 11 au 15 mai               | Université de Montréal                                                      | Montréal                  |                                                      | |
| 1993  | 61e     | Du 17 au 21 mai               | Université du Québec à Rimouski                                             | Rimouski                  |                                                      | |
| 1994  | 62e     | Du 16 au 20 mai               | Université du Québec à Montréal                                             | Montréal                  |                                                      | |
| 1995  | 63e     | Du 22 au 26 mai               | Université du Québec à Chicoutimi                                           | Chicoutimi                |                                                      | |
| 1996  | 64e     | Du 13 au 17 mai               | Université McGill                                                           | Montréal                  |                                                      | |
| 1997  | 65e     | Du 12 au 16 mai               | Université du Québec à Trois-Rivières                                       | Trois-Rivières            | La science parle français                            | Près de 2000 communications et 80 colloques |
| 1998  | 66e     | Du 11 au 15 mai               | Université Laval                                                            | Québec                    | La place du Québec dans la science                   | Près de 5000 congressistes, 3000 communications et 140 colloques |
| 1999  | 67e     | Du 10 au 14 mai               | Université d'Ottawa                                                         | Ottawa                    | Sciences et réseaux: au-delà des frontières          | Plus de 2000 communications et plus de 100 colloques |
| 2000  | 68e     | Du 15 au 19 mai               | Université de Montréal                                                      | Montréal                  |                                                      | Près de 5000 congressistes, 3000 communications et 120 colloques |
| 2001  | 69e     | Du 14 au 17 mai               | Université de Sherbrooke                                                    | Sherbrooke                | Le savoir critique                                   | Près de 4000 congressistes, 2000 communications |
| 2002  | 70e     | Du 13 au 17 mai               | Université Laval                                                            | Québec                    | Science et savoir. Pour qui? Pour quoi?              | 2500 communications |
| 2003  | 71e     | Du 19 au 23 mai               | Université du Québec à Rimouski                                             | Rimouski                  | Savoirs partagés                                     | Près de 2800 congressistes, 2000 communications |
| 2004  | 72e     | Du 10 au 14 mai               | Université du Québec à Montréal                                             | Montréal                  | La société des savoirs                               | 3500 communications |
| 2005  | 73e     | Du 9 au 13 mai                | Université du Québec à Chicoutimi                                           | Chicoutimi                | Innovations durables,                                | Près de 5000 congressistes |
| 2006  | 74e     | Du 15 au 19 mai               | Université McGill                                                           | Montréal                  | Le savoir, trame de la modernité                     | Près de 6000 congressistes, 200 colloques |
| 2007  | 75e     | Du 7 au 11 mai                | Université du Québec à Trois-Rivières                                       | Trois-Rivières            | L'Esprit en mouvement                                | Près de 5000 congressistes, 150 colloques |
| 2008  | 76e     | Du 5 au 9 mai                 | INRS et Centre des congrès de Québec                                        | Québec                    | La rencontre du savoir avec 400 ans d'histoire       | |
| 2009  | 77e     | Du 11 au 15 mai               | Université d'Ottawa                                                         | Ottawa                    | La science en français une affaire capitale          | Près de 4500 congressistes |
| 2010  | 78e     | Du 10 au 14 mai               | Université du Québec à Montréal                                             | Montréal                  | Découvrir aujourd'hui ce que sera demain             | Près de 6000 congressistes, 3600 communications et 200 colloques |
| 2011  | 79e     | Du 9 au 13 mai                | Université de Sherbrooke et Université Bishop's                             | Sherbrooke et Lennoxville | Curiosité. Diversité. Responsabilité                 | Près de 5000 congressistes |
| 2012  | 80e     | Du 7 au 11 mai                | Palais des congrès de Montréal                                              | Montréal                  | Parce que j'aime le savoir                           | Près de 5000 congressistes, 3500 communications libres et 169 colloques |
| 2013  | 81e     | Du 6 au 10 mai                | Université Laval                                                            | Québec                    | Savoirs sans frontières                              | |
| 2014  | 82e     | Du 12 au 16 mai               | Université Concordia                                                        | Montréal                  | La recherche : zones de convergence et de créativité | |
| 2015  | 83e     | Du 25 au 29 mai               | Université du Québec à Rimouski                                             | Rimouski                  | Sortir des sentiers battus                           | |
| 2016  | 84e     | Du 9 au 13 mai                | Université du Québec à Montréal                                             | Montréal                  | Points de rencontres                                 | |
| 2017  | 85e     | Du 8 au 12 mai                | Université McGill                                                           | Montréal                  | Vers de nouveaux sommets                             | Plus de 2 800 communications et 213 colloques |
| 2018  | 86e     | Du 7 au 11 mai                | Université du Québec à Chicoutimi                                           | Chicoutimi                | Célébrer la pensée libre                             | |
| 2019  | 87e     | Du 27 au 31 mai               | Université du Québec en Outaouais                                           | Gatineau                  | Engager le dialogue savoirs-sociétés                 | Plus de 4 000 communications et 200 colloques |
| 2020  |         |                               | Annulé pour cause de pandémie                                               |                           |                                                      | |
| 2021  | 88e     | Du 3 au 07 mai                | Université de Sherbrooke                                                    | Serbrooke                 | Du jamais su                                         | |
| 2022  | 89e     | Du 9 au 13 mai                | Université Laval                                                            | Québec                    | Sciences, Innovations, Sociétés                      | |
| 2023  | 90e     | Du 8 au 12 mai                | Université de Montréal                                                      | Montréal                  | 100 ans de savoirs pour un monde durable             | |
| 2024  | 91e     | Du 13 au 17 mai 2024          | Université d'Ottawa                                                         | Ottawa                    |                                                      | |
| 2025  | 92e     | Du 5 au 9 mai 2025            | École de technologie supérieur en collaboration avec l’Université Concordia | Montréal                  |                                                      | |